# كرنفال أوسو
كرنفال أوسو أو باللغة الفرنسية (carnaval d'Aoussou) هو حدث احتفالي وثقافي سنوي ينطلق يوم 24 يوليو في سوسة بتونس.
إنه عرض للعربات الرمزية وتبويق والمجموعات الشعبية من تونس وأماكن أخرى، والذي يقام بالقرب من شاطئ بوجعفر، عشية بداية أوسو (الكلمة التي تشير إلى الموجة الحارة لشهر أغسطس حسب التقويم أمازيغي). في الأصل كان عيدًا وثنيًا (نيبتون (أسطورة)) يحتفل بإله البحار، نبتون في مقاطعة أفريكا، وربما يعود تاريخه إلى العصر الفينيقي: تسمية أوسو هي تشوه محتمل لأوقيانوس. تحولت الطائفة مع مرور الوقت وفقدت كل الدلالات الدينية. في العصر الحديث، قبل الثورة التونسية، استخدم المهرجان للدعاية السياسية.
وفي عام 2014 إلغى لأسباب تنظيمية ومالية، إلا أن الاحتفالات بالمهرجان استؤنفت في عام 2015.

## الدورة 60
لثد وصل عدد الدول التي شاركت بالمهرجان 14 دولة و 150 صحفي بحضور عديد الشخصيات الوطنية والأجنبية.

## وصلات خارجية
- (بالفرنسية) الموقع الرسمي للمهرجان الدولي للموسيقى السمفونية بالجم.